# Mohd Nafiizwan Adnan
Mohd Nafiizwan Bin Mohd Adnan (* 24. April 1986 in Kuala Terengganu) ist ein ehemaliger malaysischer Squashspieler.

## Karriere
Mohd Nafiizwan Adnan war ab 2004 auf der PSA World Tour aktiv und gewann elf Titel. Seine höchste Platzierung in der Weltrangliste erreichte er mit Rang 26 im Mai 2017. Mit der malaysischen Nationalmannschaft nahm er 2005, 2007, 2009, 2011, 2013 und 2017 an Weltmeisterschaften teil. Bei den Asienspielen 2010 gewann er mit der Nationalmannschaft die Silbermedaille, 2014 folgte eine weitere Silbermedaille. 2018 sicherte er sich mit der Mannschaft schließlich die Goldmedaille, im Einzel gewann er Bronze. Mit der Mannschaft wurde er zudem 2006 und 2008 Asienmeister. Auch im Einzel konnte er diesen Titel gewinnen, als er 2011 im Finale seinen Landsmann Ong Beng Hee bezwang. Bei den Commonwealth Games 2018 erreichte er im Einzel das Halbfinale, in dem er James Willstrop unterlag. Im Spiel um Bronze setzte er sich gegen Joel Makin in fünf Sätzen durch. 2015 und 2016 wurde er malaysischer Landesmeister. Er beendete im Juni 2019 seine Karriere.
Adnan ist seit August 2013 mit seiner langjährigen Freundin Aufa Dahlia Bahar verheiratet. Sein Bruder Mohd Nafzahizam Adnan war ebenfalls Squashspieler.

## Erfolge
- Asienmeister im Einzel: 2011
- Asienmeister mit der Mannschaft: 2006, 2008
- Gewonnene PSA-Titel: 11
- Asienspiele: 1 × Gold (Mannschaft 2018), 2 × Silber (Mannschaft 2010 und 2014), 1 × Bronze (Einzel 2018)
- Commonwealth Games: 1 × Bronze (Einzel 2018)
- Malaysischer Meister: 2015, 2016